# Middelfart
Middelfart è un centro abitato della Danimarca situato nella regione della Danimarca Meridionale (Syddanmark) sulla costa nordoccidentale dell'isola della Fionia.
La cittadina è capoluogo dell'omonimo comune.